# Aleksandra Staszko
Aleksandra Staszko, również jako Ola Staszko (ur. 15 listopada 1975 w Warszawie) – polska kostiumografka filmowa. Laureatka nagrody na kostiumy na Festiwalu Polskich Filmów Fabularnych w Gdyni, dwukrotnie nominowana do Polskiej Nagrody Filmowej, Orzeł. Członkini Polskiej Akademii Filmowej i Europejskiej Akademii Filmowej.

## Filmografia
kostiumy:
- Zmruż oczy (2003)
- Sztuczki (2007)
- Moja krew (2009)
- Imagine (2012)
- Ida (2013)
- Demon (2015)
- Baby Bump (2015)
- Kto napisze naszą historię (2018)

## Nagrody i nominacje
- 2003 – Nagroda za kostiumy w filmie Zmruż oczy na Festiwalu Polskich Filmów Fabularnych w Gdyni
- 2014 – nominacja do Polskiej Nagrody Filmowej, Orzeł za kostiumy w filmie Ida
- 2017 – nominacja do Polskiej Nagrody Filmowej, Orzeł za kostiumy w filmie Baby Bump